# (527603) 2007 VJ305
(527603) 2007 VJ305 est un objet transneptunien extrême de magnitude absolue 6,9. L'estimation de son diamètre est estimé de 150 à 250 km suivant l'albédo retenu.